# (4393) Dawe
(4393) Dawe (1978 VP8) – planetoida z grupy pasa głównego asteroid okrążająca Słońce w ciągu 5,77 lat w średniej odległości 3,21 j.a. Odkryta 7 listopada 1978 roku.